# Микелон
Микелон (фр. Miquelon-Langlade) — остров в составе французского заморского сообщества Сен-Пьер и Микелон.

## Этимология
Название острова произошло от баскского имени Micquelle (Михаил).

## География

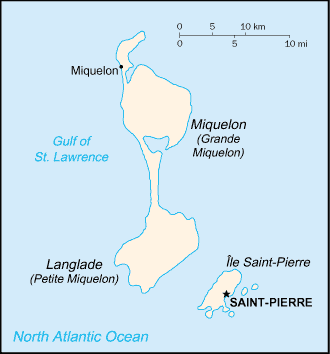
Острова Сен-Пьер и Микелон.

Площадь суши острова составляет 205 км² (из 242 км² административной единицы всего сообщества Сен-Пьер и Микелон). Остров делится на три крупных части — Ле-Кап на севере острова, Гран-Микелон (Большой Микелон) и Ланглад (или Малый Микелон, Пети-Микелон) на юге острова, соединённых узкими косами с песчаными дюнами (томболо), местами образуя небольшие лагуны.
Максимальная высота над уровнем моря составляет 240 м (вершина Морн де ла Гранд Монтань).

## Население
До покорения европейцами на острове обитали носители палеоэскимосской и дорсетской культур. Сегодня все жители острова — франкофоны. Население Микелона 2009 года составляло 604 человек. При этом, по результатам переписей, всё население постоянно проживало на Ле-Кап, Гран-Микелон был необитаем, и только лишь один человек жил на Лангладе, лишь чуть меньшим по размерам. Он скончался в середине 2006 года. Население Микелона составляет менее 10 % всего заморского сообщества, хотя площадь составляет более 84 %.

## Транспорт
Связь острова с городом Сен-Пьер осуществляется через небольшой аэропорт, расположенный рядом с единственным поселением, или через морское сообщение.